# Cicciano
Cicciano ist eine italienische Gemeinde mit 12.359 Einwohnern (Stand 31. Dezember 2023) in der Metropolitanstadt Neapel, Region Kampanien.
Die Nachbarorte von Cicciano sind Camposano, Comiziano, Nola, Roccarainola und Tufino.

## Bevölkerungsentwicklung
Cicciano zählt 3939 Privathaushalte. Zwischen 1991 und 2001 fiel die Einwohnerzahl von 12.793 auf 12.573. Dies entspricht einer prozentualen Abnahme von 1,7 %.